# An-22 (航空機)
An-22 アンテーイ/Ан-22 "Антей"
アントノフ設計局で運用されるAn-22A（登録番号UR-09307）
- 用途：戦略輸送機、貨物機
- 設計者：第473国家特別試作設計局
- 製造者：第473工場、第84航空機工場
- 運用者

-  アエロフロート・ソ連航空
-  アントーノウ設計局
-  ロシア空軍他

- 初飛行：1965年2月27日
- 生産数：68機
- 生産開始：1969年8月29日
- 運用開始：1969年1月（ソ連空軍）
- 運用状況：現役

An-22 アンテーイ（アントノフ22 アンチェイ；ウクライナ語：Ан-22 "Антей"アーン・ドヴァーッツャヂ・ドヴァー・アンテーイ；ロシア語：Ан-22 "Антей"アーン・ドヴァーッツァヂ・ドヴァー・アンチェーイ）は、ソ連・ウクライナ・ソビエト社会主義共和国のO・K・アントーノウ記念航空科学技術複合体（ANTK アントーノウ）で開発された戦略輸送機である。登場時には、実用化された最大の航空機であった。現在でも最大のプロペラ機である。また、航空機に関する41の世界記録も打ち立てた。NATOコードネームはCock（雄のニワトリ、雄鶏のこと）。
愛称の「アンテーイ」（アンチェーイ）は、ウクライナ語やロシア語でアンタイオスのことである。アンタイオスは、ギリシャ神話に登場するリビアの王で、巨人族の英雄であった。

## 概要

### 背景
1950年代半ば、ソ連では新たな輸送機に対する要求が出された。この機体には、乗員付き完全装備のT-54中戦車（車体重量36t）など、陸軍の重車輌を輸送する能力を持つことが求められた。
1958年、オレーク・コンスタンチーノヴィチ・アントーノフが主任設計者を務めるウクライナ・ソビエト社会主義共和国の首都キエフの第473国家特別試作設計局は、NK-12M エンジン2基を搭載するAn-20双発機の概案をまとめた。NK-12は、クズネツォーフ設計局で開発された15,000馬力級の強力なターボプロップエンジンで、1952年に初飛行した四発爆撃機Tu-95に採用されたものの転用であった。An-20は、このエンジンにより40tの積載物を輸送する能力を持つとされた。しかし、まもなくAn-20計画は凍結され、より大型の機体の製作が要求された。

### 開発

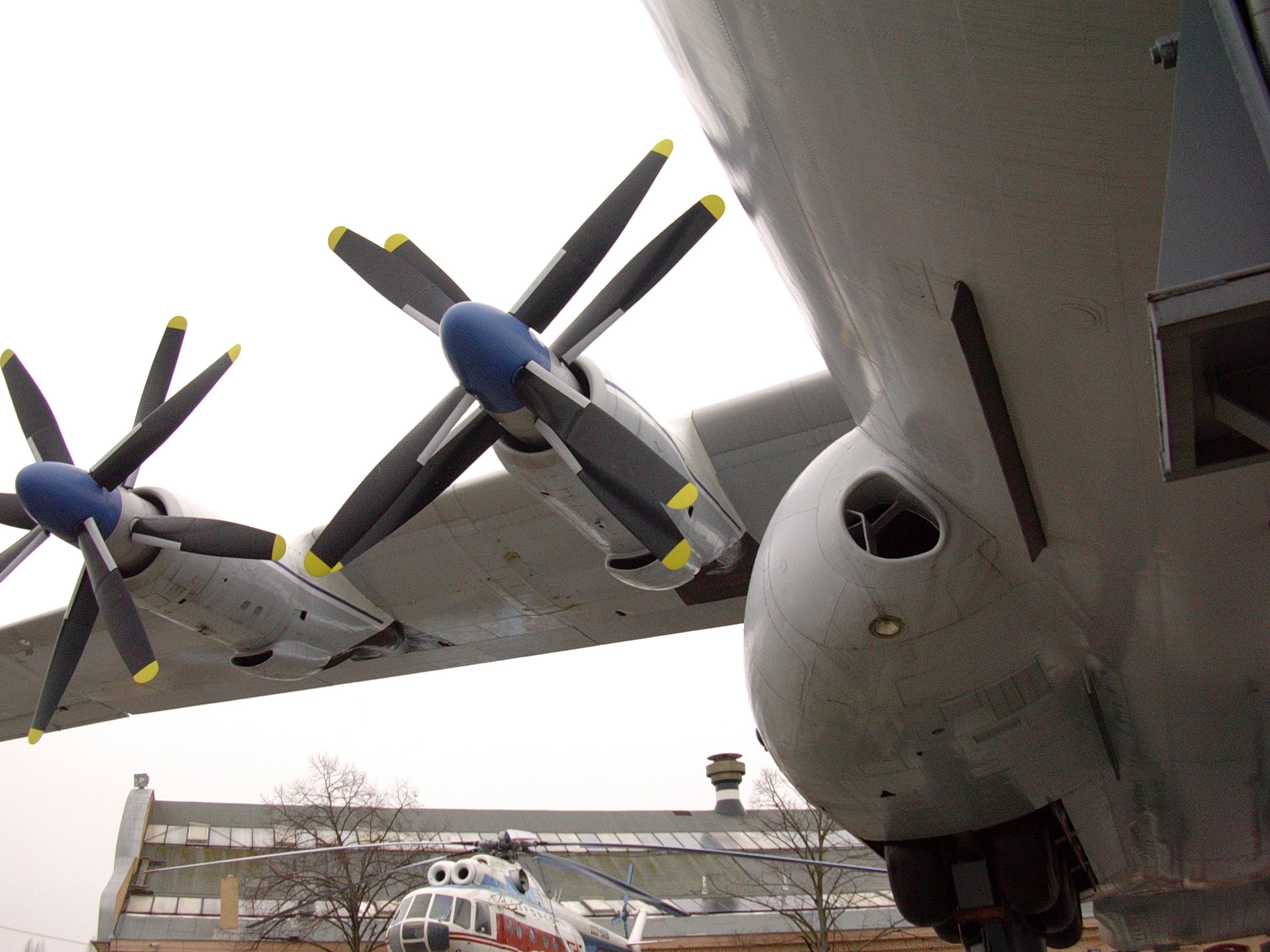
An-22のNK-12NV エンジン

1960年8月、VT-22と呼ばれる機体計画がまとめられた。この機体は、NK-12MVを四発搭載し、50tの積載物を輸送する能力を持つとされた。このとき、ソ連国防省はまた、大陸間弾道弾を空輸する手段となる航空機についても調達を要求していた。そのため、VT-22はソ連におけるさまざまな需要を満たすべく設計が行われ、第473国家特別試作設計局にその製造が命ぜられることとなった。1960年10月13日、ソ連共産党中央委員会と第1117-465閣僚会議から正式にその決議が出された。
航空機「製品100」の名称のもと、作業は主任設計者代理人A・Ya・ベロリペーツキイの指導により進められた。貨物室の設計は、国の保有する50tまでのすべての機材についての分析から始められた。旋回時や危険な操縦による機体の降下を防ぐため、プロペラは、通常の1重の案を放棄し2重反転プロペラを利用することとした。K・I・ジュダーノフの第120試作設計局では、この新型機のために専用のAV-90 プロペラが開発された。これは、直径6.2mの大型プロペラであった。クズネツォーフ設計局では、Tu-95へNK-12を搭載した経験をもとに、AV-90のNK-12への装着作業が行われた。
1961年8月、見本委員会の会議が行われた。1963年には最初の原型機の製造が始められ、翌1964年夏には完成を見た。1965年2月27日、An-22は、キエフの第473工場の飛行場で初飛行を成功させた。1965年6月16日にはフランスのパリ・ル・ブルジェ空港で行われた航空サロンに出展され、その巨大さで西側に衝撃を与えた。An-22量産機の製造は、ウズベク・ソビエト社会主義共和国の首都タシュケントの第84航空機工場で実施されることとなった。一方、キエフの第473工場では小型の双発機An-24の生産に総力が注がれることになった。

### 構造
An-22は高翼構造に設計された。降着装置は多脚式で、前輪と6基の主脚よりなっていた。動力装置は4基のNK-12MA ターボプロップエンジンからなっていた。NK-12MAは、ロシアのクズネツォーフ設計局の開発したものであったが、ウクライナのザポロージエにあるイーフチェンコ＝プロフレース設計局でも取り扱われた。
An-22では、乗員室や人員輸送区画は気密室となっていた。一方、An-12と同様の円筒形をした貨物室は与圧されていなかった。その天井には、2.5tの重量の積載物を牽引できる電動リフトのレール2条が設置されていた。直径6mの機体尾部には長さ16.3mの貨物室ハッチが備えつけられており、ハッチ扉は開閉式ランプとなっていた。その他、主翼下面にも若干の積載物を搭載できる牽引架が設置されていた。
機体は、全金属製で、半モノコック構造を採用していた。外皮にはフライス加工された大型パネルや一枚からなる部品が使用されていた。部品は溶接またはリベット留めで接合されていた。
An-22は、配備の始められた時点で弾道ミサイル発射機、中戦車T-62やT-64を含むすべての陸軍車輌を運送できる能力を持っていた。また、戦略ロケット軍の運用機材のうち90%のものが運送可能であった。

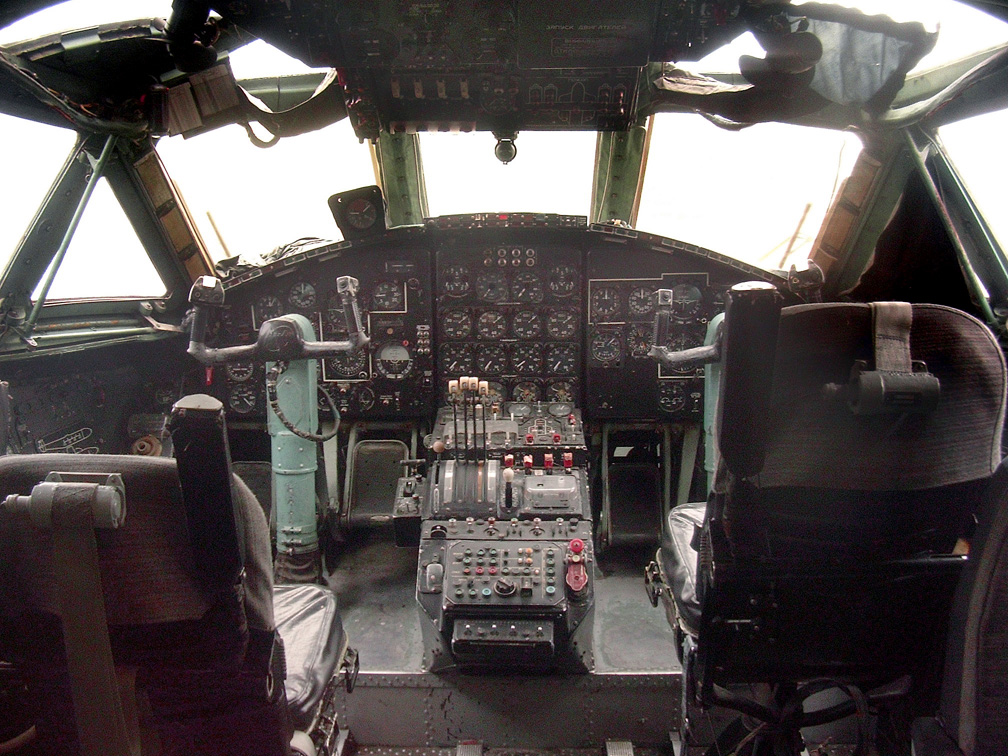
An-22の操縦室
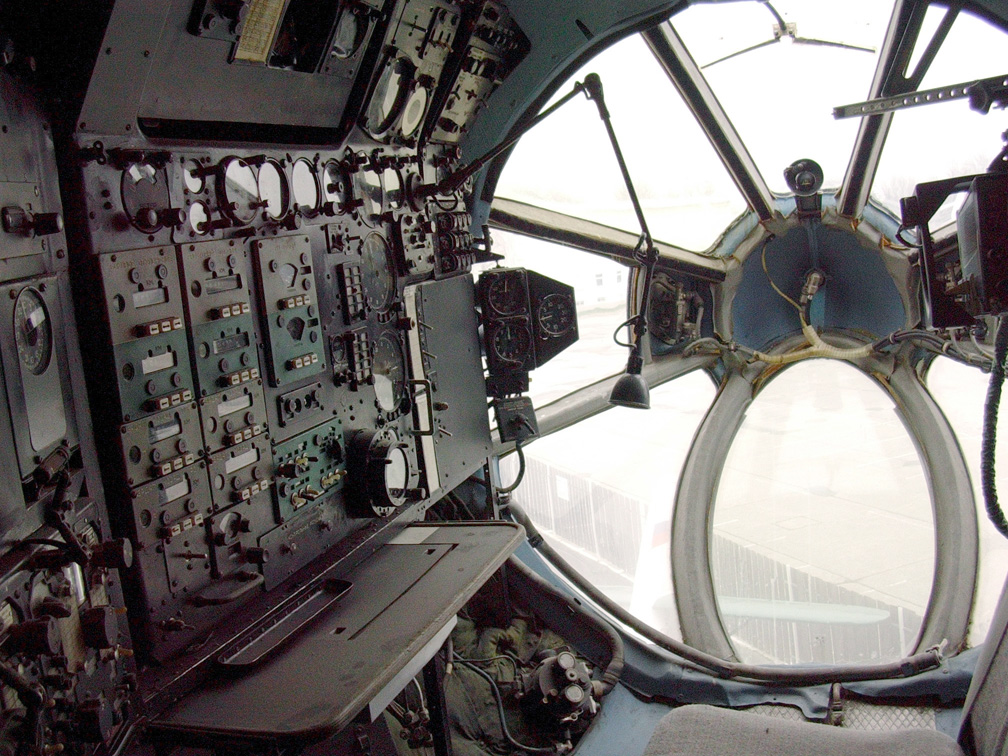
An-22の航法室
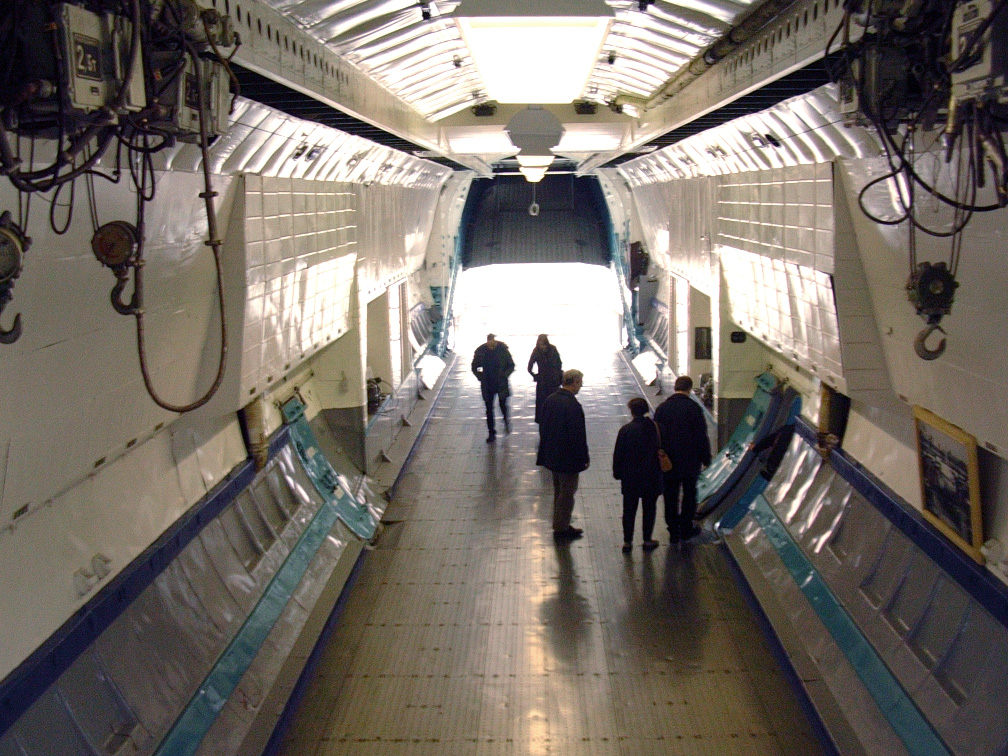
An-22の貨物室

### 配備
1967年には、空軍統轄本部の指令によりイヴァーノヴォのイヴァーノヴォ＝セーヴェルヌィイ飛行場に基地を置いていた第229戦術輸送航空連隊にAn-22を装備する第5航空大隊が組織されることとなった。最初のAn-22は、1969年1月にソ連空軍に受領された。3月26日には、空軍統轄本部によりイヴァーノヴォにAn-22のみで構成される第81戦術輸送航空連隊を編成することが指示された。
1970年1月31日、第229戦術輸送航空連隊第5大隊の置かれていたイヴァーノヴォ＝セーヴェルヌィイで第81戦術輸送航空連隊が編成された。1972年には、An-22を装備する2番目の連隊となる第566戦術輸送連隊が、ブリャーンスク州のセシチャ居住地の基地で編成された。1975年には、第229戦術輸送航空連隊第5大隊をもとに、3番目の連隊となる第8戦術輸送連隊がカリーニンのミガロヴォ飛行場で編成された。
イヴァーノヴォの第308航空機修理工場が、An-22の主要整備場となった。

### 発展
An-22は、数度の大事故を起こしたが、それにもかかわらず配備は着々と進められた。機体は、幾度となく改良作業を受け、長年の使用に耐えるものとされた。
発展型のAn-22A（An-122とも呼ばれた最初の計画）は、機体構造を強化して18,000ehpのエンジンを搭載し、離陸重量250t、非軍事物資80tを運輸する貨物機として1966年から計画が始められた。機体尾部には、自衛用の23mm機関砲を備えていた。エンジンは、1967年にNK-20に決定された。しかし、結局この派生型は完成されなかった。
1970年-1971年にかけての間は、量産型An-22の完成が急がれた。また、平行して1972年にはAn-22A（変更された計画）の国家試験が行われた。An-22Aは、燃料系統の設備や機体システムが近代化され、操縦装置とそのシステムにも若干の変更が加えられた。ポリョート-1（«Полет-1»パリョート・アヂーン）自動捜索・追跡システムのひとつであるイニツィアチーヴァ-4-100（«Инициатива-4-100»イニツィアチーヴァ・チトィーリェ・ストー）レーダー・ステーションが、それまでの右舷主輪側から機首に移された。1974年には、より性能の高いレーダー・ステーションであるクーポル-22（«Купол-22»クーパル・ドヴァーッツァヂ・ドヴァー）に変更された。
An-22Aの最初の量産機（登録番号SSSR-09320）は、1973年7月31日に初飛行を果たした。その後、An-22Aの製造はタシュケントにて1976年1月まで続けられ、22機が完成された。
An-22 シリーズ全体では、キエフ＝スヴャトーシノで2機（資料によっては4機）、タシュケントで66機の計68機（資料によっては70機）が製造された。

### 運用

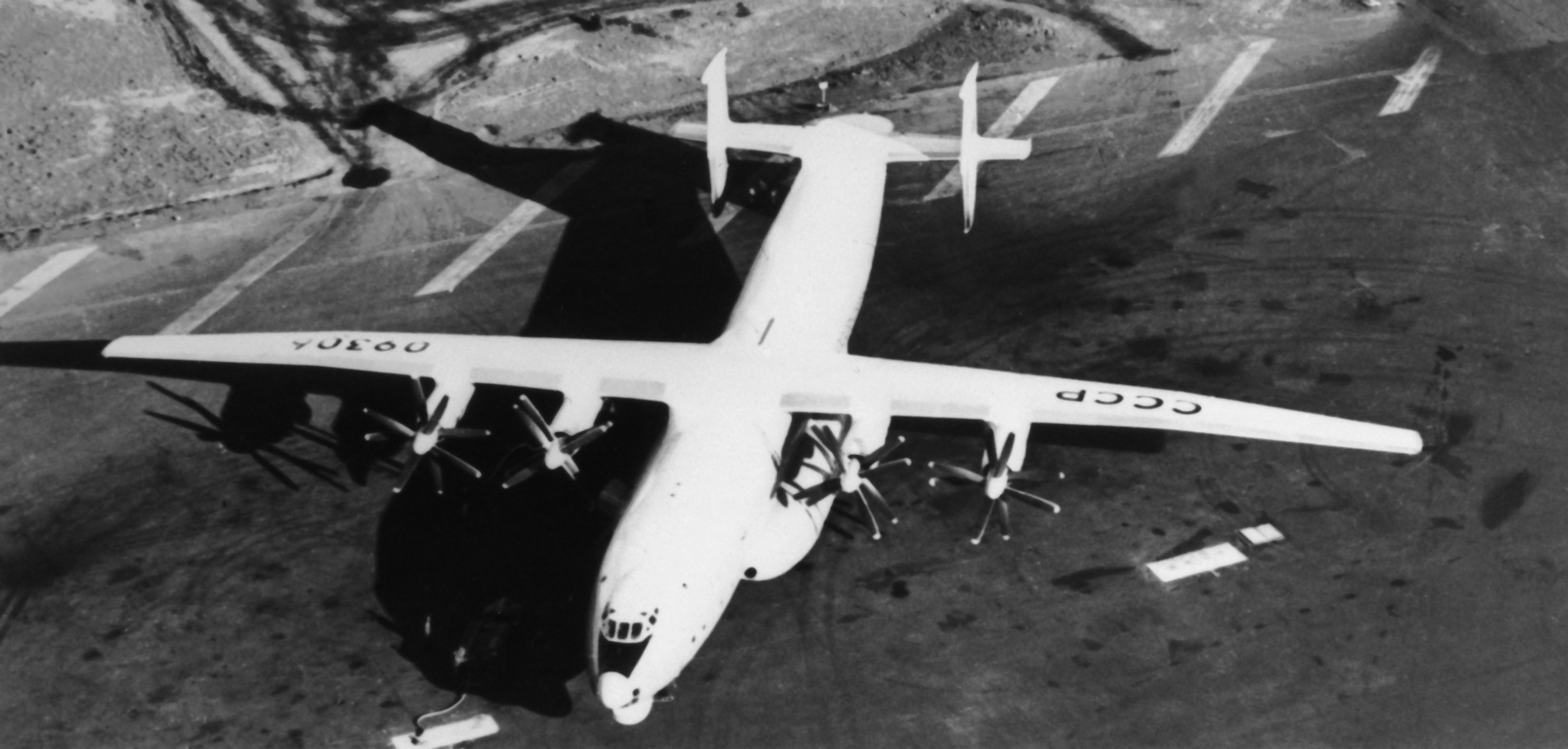
アエロフロート・ソ連航空で運用されるAn-22（登録番号SSSR-09306号機）

1969年9月には、An-22はタシュケント＝デリー＝ハノイ間の飛行を行い、これがAn-22の打ち立てた最初の世界記録となった。この後も、数年にわたってAn-22は41の世界記録を立てた。その内12の記録はM・L・ポポーヴィチの操縦によって達成されたものであった。
An-22の多くの機体には、アエロフロートの塗装と機体番号が施されていた。運用は、アエロフロートと空軍の共同運用で、軍事的性格を前面に押し出すことが好まれない場合、アエロフロートの塗装は有利であると考えられた。一方、若干の機体には軍事運用上の利便性を優先した迷彩が施された。
An-22は、その運用期間を通じて89の国を民間および軍事に関する輸送任務で回った。その内、エジプトやアンゴラでは戦闘任務に従事した。ソ連のアフガニスタン侵攻やユーゴスラビアでも物資の輸送任務を行った。

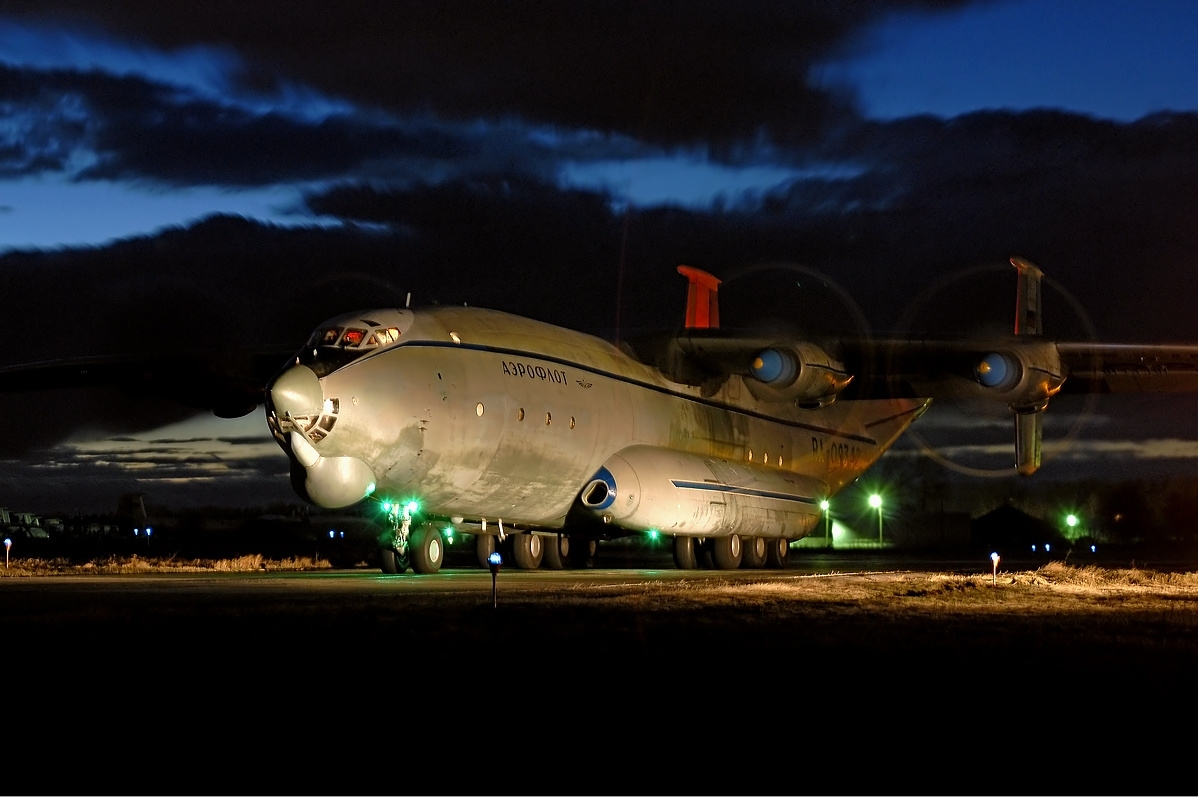
2007年、トヴェーリにおけるアエロフロート塗装のAn-22A

1987年には、An-22とIl-76を代替する次世代大型四発戦略輸送機の選考で、イリユーシン設計局のIl-106が、ANTK アントーノウのAn-170、ツポレフ設計局のTu-330を退けて選定された。しかし、ソ連の崩壊とその後のロシア連邦の経済危機により予算がつかず、1999年には開発中止となった。この内、An-170の原型機An-70だけは実用化に漕ぎ着けた。
1996年1月12日-31日にかけてボスニアで行われたロシアの平和維持活動では、第81戦術輸送航空連隊所属の23機のAn-22が物資輸送を行った。機体はトゥーズラ島の海抜1,500mの高山にある飛行場から飛び立った。
2003年10月17日には、南アフリカ共和国へBAEシステムズ社製の練習機・軽攻撃機であるホーク Mk.120を届けた。この機体は、同国空軍にとって最初のホークであった。
An-22は、より大型で高性能のAn-124 ルスラーンの実用化に伴い、徐々に退役していった。また、任務により一部はより小型のIl-76MFやAn-72などに代替された。第81戦術輸送航空連隊は、各地への輸送任務で大きな業績を残して1998年1月21日に解散された。その保有機材の一部は第8戦術輸送航空連隊へ移管され、残りはスクラップとなった。第566戦術輸送航空連隊は、現在はAn-124/-100やIl-76MFを運用している。

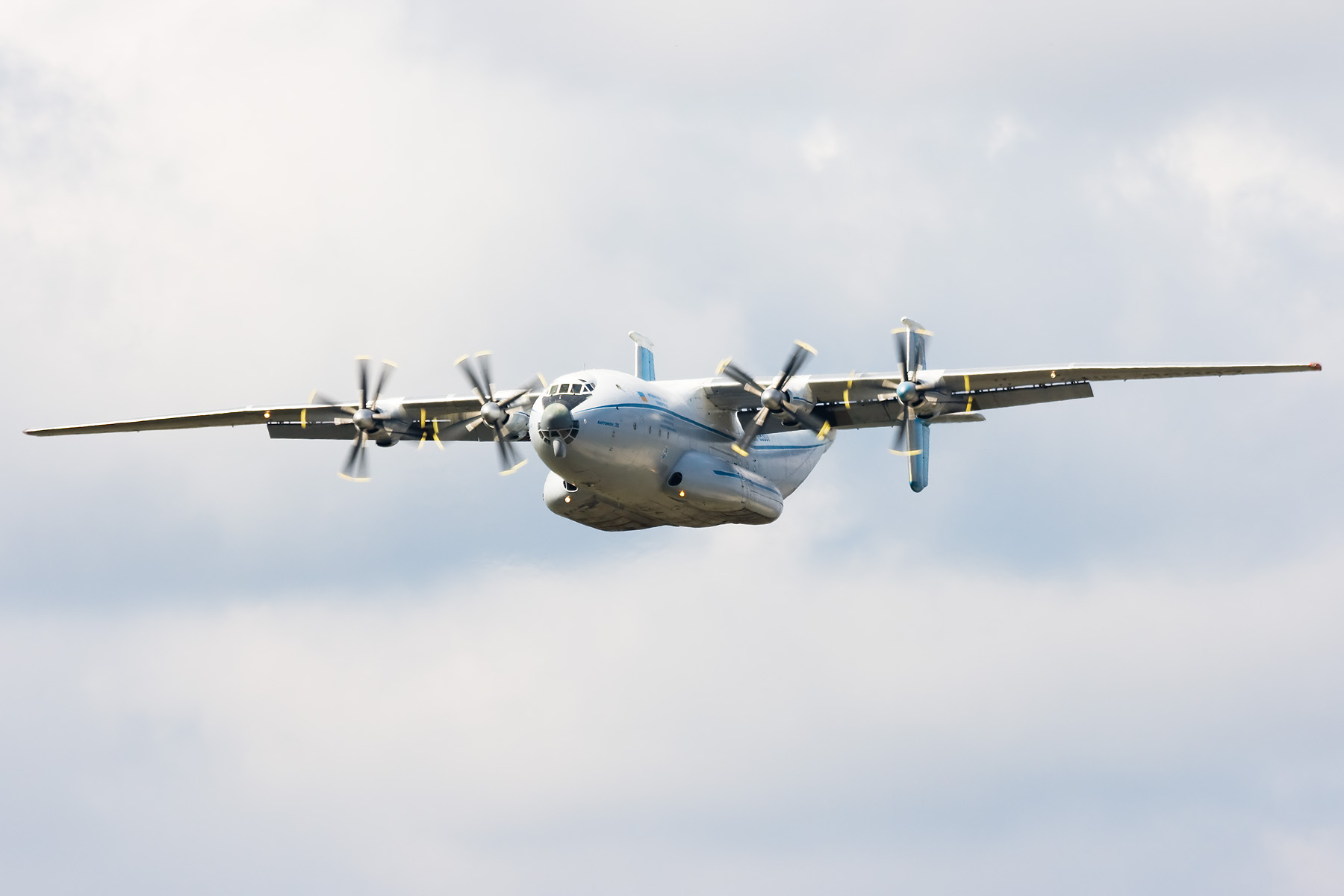
アントーノウ航空のAn-22A

しかし、現在でも後期型のAn-22Aを中心にロシア空軍の第76親衛戦術輸送航空隊とウクライナのアントーノウ航空（機材はANTK アントーノウの保有）で運用が続けられている。アントーノウ航空/ANTK アントーノウの保有機は、近年では2008年に日本へ飛来している。このうちロシア空軍が運用している機体は2016年からの開発を予定しているIl-106によって代替される予定である。
また、ロシアのモニノ空軍博物館、イヴァーノヴォ航空博物館、ドイツのシュパイアー技術博物館では、An-22が一般向けに保管・展示されている。
現役を続けるAn-22には、本来の輸送任務の他にそれぞれロシアやウクライナの航空技術の象徴としての役割も与えられているといえる。そのため、現役機は各地の航空ショーで展示飛行をしばしば実施しており、地上展示もされるなど、一般人の目に触れる機会も少なくない。
2010年12月28日夜、モスクワ南方のトゥーラ州で墜落し、インターファクス通信によると、操縦士ら12人全員が死亡した。

### 関係者の表彰
重航空機の製造に関する一連の作業に関し、1973年にはV・P・チュカーロフ記念タシュケント航空産業合同が、国家勲章を受けた。
続いて1974年には、キエフ機械製作工場がAn-22を生み出したことに対して労働赤旗勲章を授与された。技術指導者であったV・G・アニセンコ、V・I・カバエフ、V・P・ルィチク、V・N・シャタロフは、レーニン賞を受賞した。
翌1975年には、キエフ機械製作工場の多くの労働者グループが勲章やメダルを授与された。主任設計者代理人のピョートル・ヴァシーリエヴィチ・バラブエフとA・Ya・ベロリペーツキイ、旋盤工であったV・V・ナウメンコには、優れた社会主義的業績を挙げた者に与えられる最高の名誉称号である社会主義労働英雄の称号が与えられた。

## 派生型

### 試作機
VT-22（ВТ-22ヴェーテー・ドヴァーッツァヂ・ドヴァー）
An-22のもととなった機体。

### 量産機
An-22（Ан-22アーン・ドヴァーッツァヂ・ドヴァー）
基本型。44機が製造された。
An-22A（Ан-22Аアーン22アー）
改良型。空中機動用の補助動力装置や、新しいレーダーを搭載した。タシュケントで22機または28機が製造された。
An-22PZ（Ан-22ПЗアーン22ペーゼー）
An-124やAn-225の大型部品を輸送するために開発された特殊な機体。機体上部に「運び屋」（"перевозчик"ピリヴォーシク）と呼ばれる機外コンテナを搭載する形で運送量を増やしていた。1980年-1983年の間に3機が改修された。

### 計画機
An-22A（Ан-22Аアーン22アー）
An-122（Ан-122アーン・ソーラク・ドヴァーッツァヂ・ドヴァー）とも呼ばれた貨物機型。非軍事物資の積載量を80tに増加し、離陸重量は250tに設定されていた。1966年に設計されたが、開発は中止された。
An-22 水陸両用機（Ан-22 амфибияアーン22アムフィービヤ）
水陸両用機として計画されたが、モデルの作成のみで終わった。
An-22 旅客機（Ан-22 пассажирский самолетアーン22パッサジールスキイ・サマリョート）
旅客機型として計画された機体。1972年の計画では、724席を備え、満席で5,000kmの航続距離を持つものであった。エジプトへ納入される話もあり、設計はされたが、機体は製造されなかった。
An-20（Ан-20アーン・ドヴァーッツァチ）
NK-12を双発とした大型輸送機であったが、より大型の機体が求められることとなり、計画に終わった。
An-22PLO（Ан-22ПЛОアーン22ペーエールオー）
対潜核兵器を搭載する対潜哨戒機型。1965年10月から計画に着手されたが、他に十分な能力を持つ対潜哨戒機がいくつも開発されたため、コストのかかるAn-22の派生型は開発中止となった。
An-22PS（Ан-22ПСアーン22ペーエース）
計画された捜索救難機型。「ПС」は、ロシア語で「捜索救難の」を意味する「поисково-спасательный」の頭文字である。1967年に計画されたが、捜索救難任務にはBe-12PSの搭載能力で十分であったので、開発は中止された。
An-22R（Ан-22Рアーン22エール）
大陸間弾道弾の輸送機として計画された。VT-22の開発時に求められた大陸間弾道弾輸送能力を持つ派生型で、1969年-1970年にかけて開発作業が行われた。第667A号計画艦 ナヴァーガ型戦略ミサイル原子力潜水艦の搭載するD-5 ミサイル・システムで運用される海中発射型の弾道弾R-27を空輸する機体として設計された。しかし、結局は計画中止となった。
An-22Sh（Ан-22Шアーン22シャー）
機体の胴体幅を最大9.6mに拡大した機体。計画に終わった。

## スペック
- 形式：An-22
- 初飛行：1965年2月27日
- 全幅：64.400m

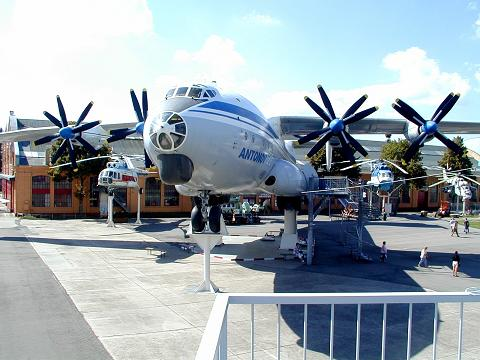
ドイツのシュパイアー技術博物館で展示されるアントーノウ航空のAn-22（登録番号UR-64460号機）

- 全長：57.836m（機体によっては57.31m）
- 全高：12.535m
- 翼面積：345.0m2
- 貨物室寸法：33.4m（ランプ部分を除くと26.4m）x4.4mx4.4m
- 主脚間幅：7.95m
- 空虚重量：114t
- 通常離陸重量：225t
- 最大離陸重量：250t
- 燃料搭載量：127,600l
- 発動機：KKBM/クズネツォーフ設計局製NK-12MA ターボプロップエンジン×4
- 出力：15,000ehp
- 最高速度：760km/h
- 巡航速度：560km/h
- 降下速度：355km/h
- 着陸速度：240km/h
- 離陸速度：225km/h
- 最大航続距離：10,950km
- 最大積載60t時航続距離：3,100km
- 通常積載時航続距離：5,225km
- 9.5t積載時最大航続距離：11,000km
- 作戦行動距離：5,250km
- 離陸滑走距離：1,460m
- 着陸滑走距離：800-1,040m
- 実用飛行上限高度：7,500–8,000m（場合によっては9,000m）
- 乗員：5-6名（場合によっては7名）
- 積載物：最大60–80t、通常40tの積載物
  - 兵士：290名
  - 傷病者：206名
  - パラシュート降下兵：151名
  - 車輌などの重機材：T-55やT-62などの中戦車、4輌までのBMD-1もしくはBMP-1、BMP-2歩兵戦闘車など
  - 事実上、ヘリコプターを含むすべての前線航空機
  - 主翼下面にも積載可能

## 運用者

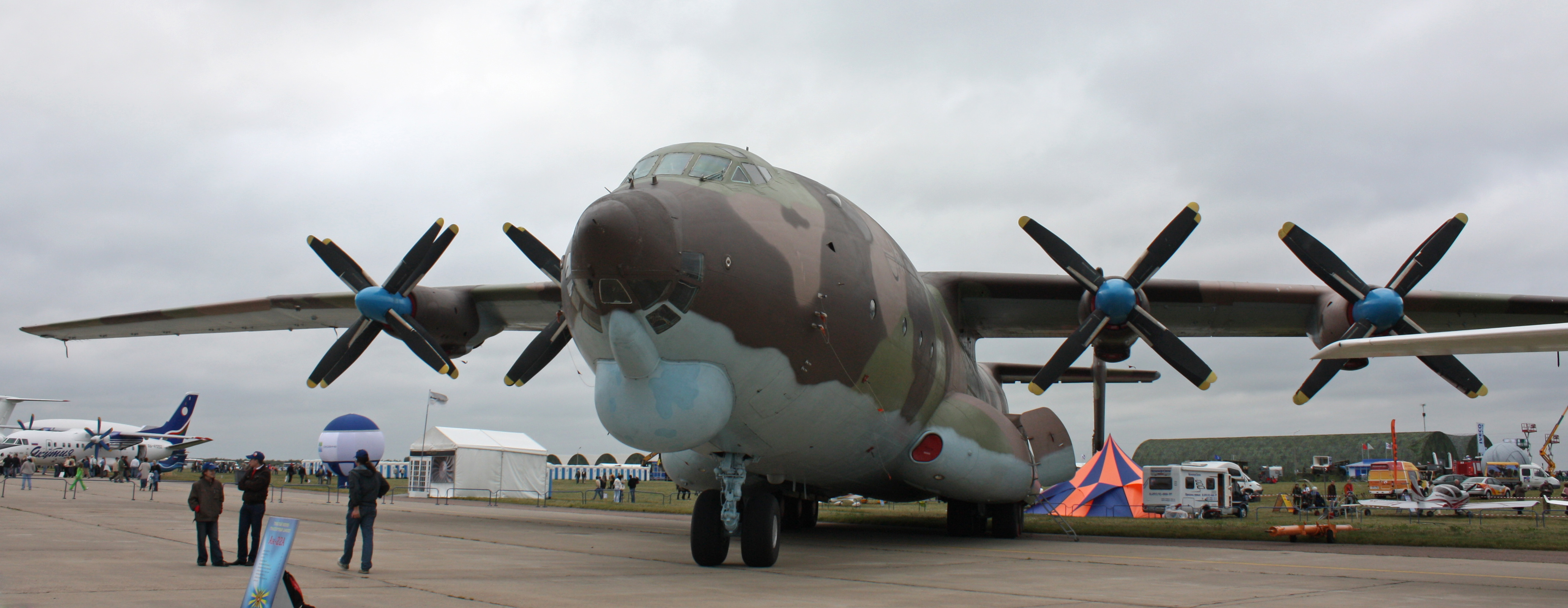
2009年に公開されたロシア空軍のAn-22A

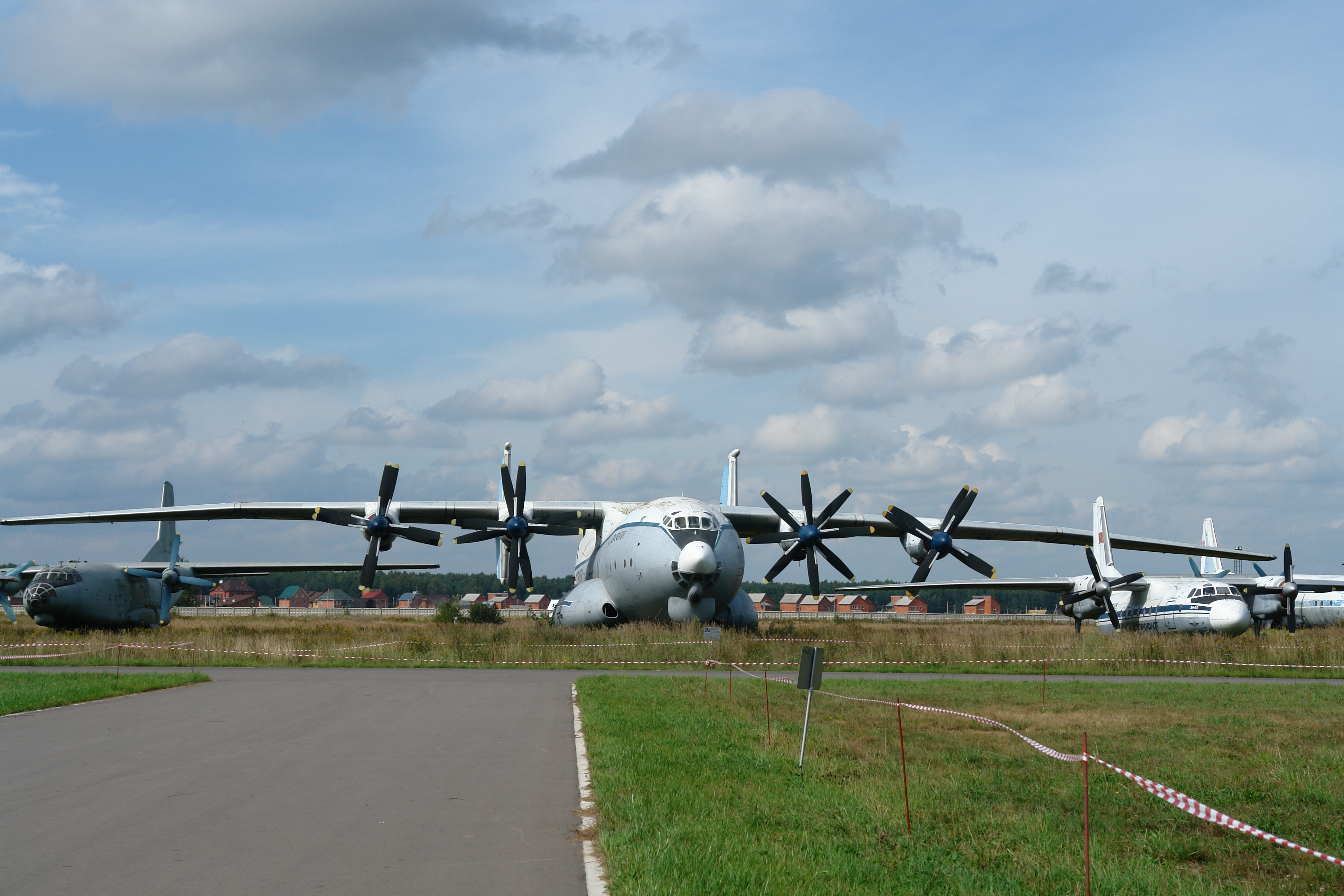
モニノのAn-22

### 軍用
- ソ連

空軍 - An-22、An-22PZ、An-22PS、An-22A
ソ連空軍で運用された機体の多くは、アエロフロートとの共有機材であった。
- ロシア連邦

空軍 - An-22、An-22PZ、An-22A
ロシア空軍で運用された機体の多くは、アエロフロートとの共有機材である。

### 民間
- ソ連

アエロフロート - An-22、AN-22PZ、An-22PS、An-22A
ソ連のアエロフロートで運用された機体の多くは、空軍との共有機材であった。
- ロシア連邦

アエロフロート・ロシア航空 - An-22、An-22A
ロシア連邦のアエロフロートで運用された機体の多くは、空軍との共有機材である。
- ウクライナ

アントーノウ航空 - An-22、An-22PZ、An-22A
アントーノウ航空の保有機材は、ANTK アントーノウの保有機材である。また、それらは準ウクライナ空軍機としても位置づけられる。
- イギリス

エア・フォイル・ヘヴィーリフト - An-22
アントーノウ航空との提携で開設されたイギリスの航空会社で、アントーノウから機材のリースを受けた。
- ブルガリア

シキ貨物航空 - An-22
アントーノウ設計局からのリース。
ソフィア貨物航空 - An-22
アントーノウ設計局からのリース。